# Polynema foersteri
Polynema foersteri är en stekelart som beskrevs av Soyka 1946. Polynema foersteri ingår i släktet Polynema och familjen dvärgsteklar.
Artens utbredningsområde är Tyskland. Inga underarter finns listade i Catalogue of Life.